# Internazionali Città di Vicenza
Gli Internazionali Città di Vicenza, noti in precedenza come Internazionali di tennis “Città di Vicenza-Trofeo Banca Popolare di Vicenza” per ragioni di sponsorizzazione, sono un torneo professionistico maschile di tennis giocato su campi in terra rossa facente parte dell'ATP Challenger Tour. Si gioca annualmente al Circolo Tennis Palladio 98 di Vicenza, in Italia.

## Storia
Fino al 2013, sua ottava edizione, il torneo era presente nel calendario del circuito ITF come torneo da 15.000 dollari di montepremi. Dal 2014 entra a far parte del circuito ATP Challenger con un montepremi iniziale di 42.500 euro+H.

## Albo d'oro

### Singolare
| Anno                                      | Campione              | Finalista             | Punteggio        |
| ----------------------------------------- | --------------------- | --------------------- | ---------------- |
| 2025                                      | Tseng Chun-hsin (2)   | Lukas Neumayer        | 6–3, 6–4         |
| 2024                                      | Tseng Chun-hsin (1)   | Marco Trungelliti     | 6–3, 6–2         |
| 2023                                      | Francisco Comesaña    | Pablo Llamas Ruiz     | 3–6, 6–2, 6–2    |
| 2022                                      | Andrea Pellegrino     | Andrea Collarini      | 6–1, 6–4         |
| 2021- 2020                                | Non disputato         | Non disputato         | Non disputato    |
| 2019                                      | Alessandro Giannessi  | Filippo Baldi         | 7–5, 6–2         |
| 2018                                      | Hugo Dellien          | Matteo Donati         | 6–4, 5–7, 6–4    |
| 2017                                      | Márton Fucsovics      | Laslo Đere            | 4–6, 7–6(7), 6–2 |
| 2016                                      | Guido Andreozzi       | Pere Riba             | 6–0, rit.        |
| 2015                                      | Íñigo Cervantes       | John Millman          | 6–4, 6–2         |
| 2014                                      | Filip Krajinović      | Norbert Gombos        | 6–4, 6–4         |
| Parte del circuito Challenger (dal 2014)  |                       |                       |                  |
| 2013                                      | Sandro Ehrat          | Andres Molteni        | 6–3, 7–5         |
| 2012                                      | Bastian Knittel       | Marc Rath             | 6–4, 6–2         |
| 2011                                      | Matwé Middelkoop      | Juan Martín Aranguren | 7–5, 2–6, 6–4    |
| 2010                                      | Il'ja Beljaev         | Juan Martín Aranguren | 6–3, 6–2         |
| 2009                                      | Francesco Aldi        | Igor Sijsling         | 6–3, 4–6, 6–4    |
| 2008                                      | Giancarlo Petrazzuolo | Victor Ioniță         | 7–6(1), 6–3      |
| 2007                                      | Alberto Brizzi        | Melvyn Op Der Heijde  | 6–2, 6–4         |
| 2006                                      | Ludwig Pellerin       | Andrej Golubev        | 6–3, 6–3         |
| Parte del circuito ITF (dal 2006 al 2013) |                       |                       |                  |

### Doppio
| Anno                                      | Campioni                                    | Finalisti                               | Punteggio              |
| ----------------------------------------- | ------------------------------------------- | --------------------------------------- | ---------------------- |
| 2025                                      | Federico Bondioli Stefano Travaglia         | August Holmgren Johannes Ingildsen      | 6–2, 6–1               |
| 2024                                      | Vladyslav Manafov Patrik Niklas-Salminen    | Andre Begemann Niki Kaliyanda Poonacha  | 6–3, 6–4               |
| 2023                                      | Anirudh Chandrasekar Vijay Sundar Prashanth | Fernando Romboli Marcelo Zormann        | 6–3, 6–2               |
| 2022                                      | Francisco Comesaña Luciano Darderi          | Matteo Gigante Francesco Passaro        | 6–3, 7–6(4)            |
| 2021- 2020                                | Non disputato                               | Non disputato                           | Non disputato          |
| 2019                                      | Gonçalo Oliveira Andrėj Vasileŭski          | Fabrício Neis Fernando Romboli          | 6–3, 6–4               |
| 2018                                      | Ariel Behar Enrique López Pérez             | Facundo Bagnis Fabrício Neis            | 6–2, 6–4               |
| 2017                                      | Gero Kretschmer Alexander Satschko          | Sekou Bangoura Tristan-Samuel Weissborn | 6–4, 7–6(4)            |
| 2016                                      | Andrej Golubev Nikola Mektić                | Gastão Elias Fabrício Neis              | 6–3, 6–3               |
| 2015                                      | Facundo Bagnis Guido Pella                  | Salvatore Caruso Federico Gaio          | 6–2, 6–4               |
| 2014                                      | Andrej Martin Igor Zelenay                  | Błażej Koniusz Mateusz Kowalczyk        | 6–1, 7–5               |
| Parte del circuito Challenger (dal 2014)  |                                             |                                         |                        |
| 2013                                      | Nikola Ćaćić Damir Džumhur                  | Alessandro Motti Matteo Volante         | 6–3, 6–4               |
| 2012                                      | Viktor Galović Federico Torresi             | Andrea Fava Marco Speronello            | 3–6, 6–3, [10–8]       |
| 2011                                      | Ivan Bjelica Matwé Middelkoop               | Juan Martín Aranguren Alejandro Fabbri  | 6–4, 6–4               |
| 2010                                      | Nicola Remedi Andrea Stoppini               | Frederik Nielsen Daniel Smethurst       | 6–2, 6–4               |
| 2009                                      | Guillermo Carry (2) Andrej Kracman (2)      | Igor Sijsling Nick Van Der Meer         | 6–1, 7–6(1)            |
| 2008                                      | Jorge Aguilar Carlos Avellan                | Giancarlo Petrazzuolo Walter Trusendi   | 7–6(2), 6–4            |
| 2007                                      | Riccardo Ghedin Michail Kukuškin            | Guillermo Carry Andrej Kracman          | 7–6(2), 6(5)–7, 7–6(5) |
| 2006                                      | Guillermo Carry (1) Andrej Kracman (1)      | Roman Kelečić Nikola Martinović         | 6–4, 6–4               |
| Parte del circuito ITF (dal 2006 al 2013) |                                             |                                         |                        |